# Andriej Rublow (tenisista)
Andriej Andriejewicz Rublow, ros. Андрей Андреевич Рублёв (ur. 20 października 1997 w Moskwie) – rosyjski tenisista, złoty medalista igrzysk olimpijskich z Tokio (2020) w grze mieszanej, reprezentant kraju w Pucharze Davisa.
Startując w gronie juniorów, zwyciężył we French Open 2014 w grze pojedynczej chłopców. Został także finalistą gry podwójnej chłopców na Wimbledonie 2014 wspólnie ze Stefanem Kozlovem.
Zawodowym tenisistą jest od 2014 roku.
W cyklu ATP Tour zwyciężył w siedemnastu singlowych turniejach z dwudziestu sześciu rozegranych finałów. Ponadto wygrał cztery deblowe turnieje tej rangi.
Od 2014 roku reprezentant Rosji w Pucharze Davisa. W 2021 roku zwyciężył razem z drużyną w turnieju ATP Cup.
Srebrny medalista gry podwójnej na igrzyskach olimpijskich młodzieży w Nankin (2014), razem z Karenem Chaczanowem. Brązowy medalista turnieju singlowego.
W rankingu gry pojedynczej Rublow najwyżej był na 5. miejscu (13 września 2021), a w klasyfikacji gry podwójnej na 44. pozycji (6 listopada 2023).

## Kariera tenisowa

### 2014–2016: Pierwsze sukcesy

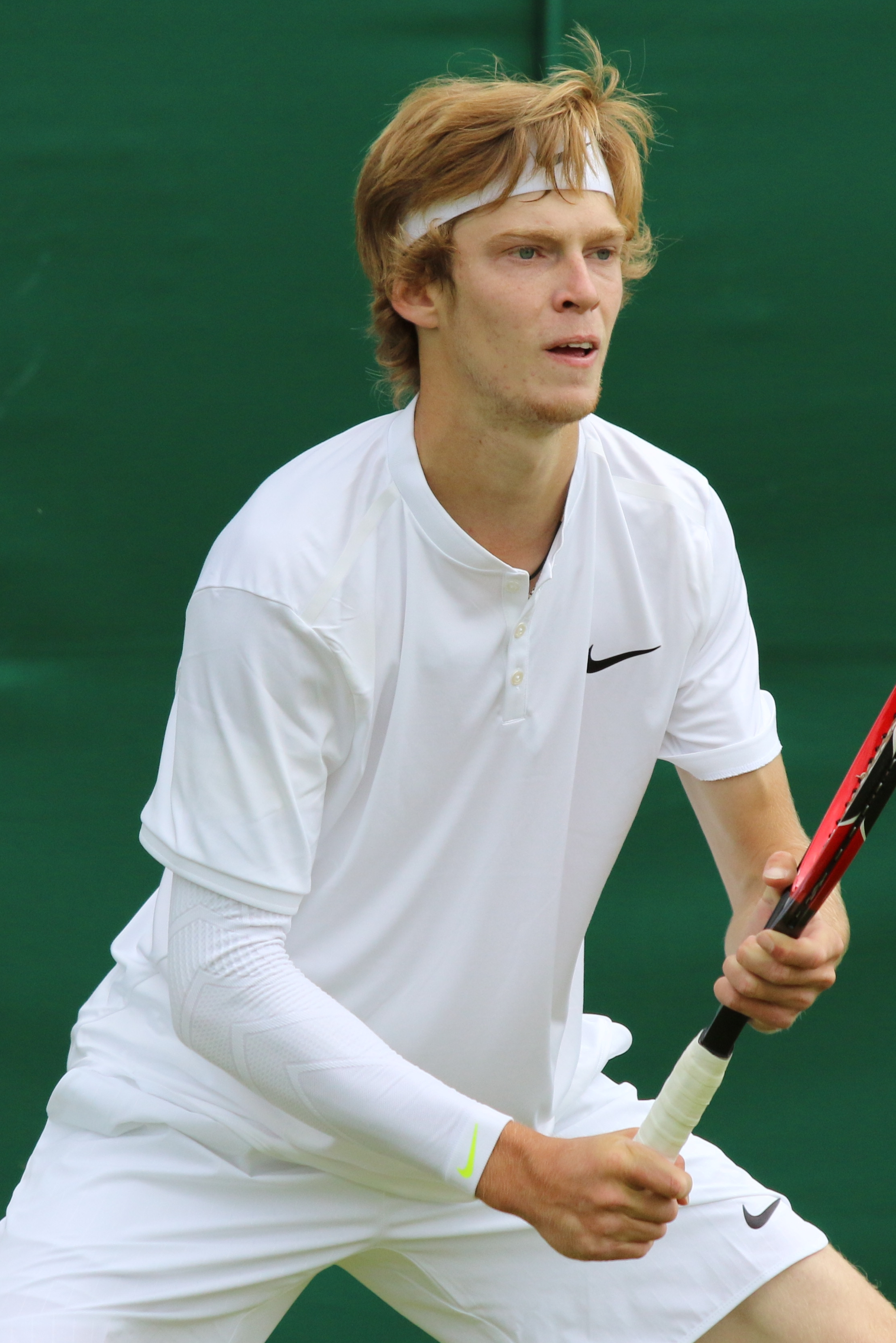
Andriej Rublow (2016)

Pierwszy wielki sukces odniósł w 2014 roku, wygrywając juniorski French Open pokonując w finale Jaume Munara. W tym samym roku został najwyżej rozstawionym graczem zarówno w singlu, jak i deblu na igrzyskach olimpijskich młodzieży w Nankin. Po półfinałowej porażce z Kamilem Majchrzakiem zdobył brąz w singlu, a także z Karenem Chaczanowem srebro w deblu.
Rublow zadebiutował w singlu i deblu podczas ATP World Tour w październiku 2014 roku podczas Kremlin Cup w Moskwie. W singlu przegrał w pierwszej rundzie z Samuelem Grothem w dwóch setach, natomiast w deblu wygrał dwa mecze razem z Jewgienijem Donskojem. Na początku 2015 roku wygrał po raz pierwszy z zawodnikiem z pierwszej 100 rankingu – Dudi Selą w Delray Beach. Na turnieju w Miami pokonał w pierwszej rundzie – jako 389. w światowym rankingu, tenisistę z 54. miejsca Pablo Carreño Bustę w trzech setach. Na US Open zagrał po udanych kwalifikacjach, jednak odpadł w pierwszej rundzie przegrywając z 14. rakietą świata Kevinem Andersonem. Na koniec roku Andriej był na 185. miejscu w indywidualnym rankingu ATP.
Rok później Rosjanin nie zagrał w żadnym wielkoszlemowym turnieju. Zagrał kilka turniejów ATP World Tour w kwalifikacjach i odniósł tylko dwa zwycięstwa w pierwszej rundzie. Po słabych występach zdecydował się rozstać ze swoim ówczesnym trenerem Siergiejem Tarasewiczem. Niedługo później wygrał swojego pierwszego Challengera w singlu, pokonując Paul-Henri Mathieu w Quimper we Francji. W kwietniu dołączył do 4Slam Academy w Barcelonie, prowadzonej przez Galo Blanco, Jairo Velasco Jr i Fernando Vicente.

### 2017–2019: Dwa tytuły ATP

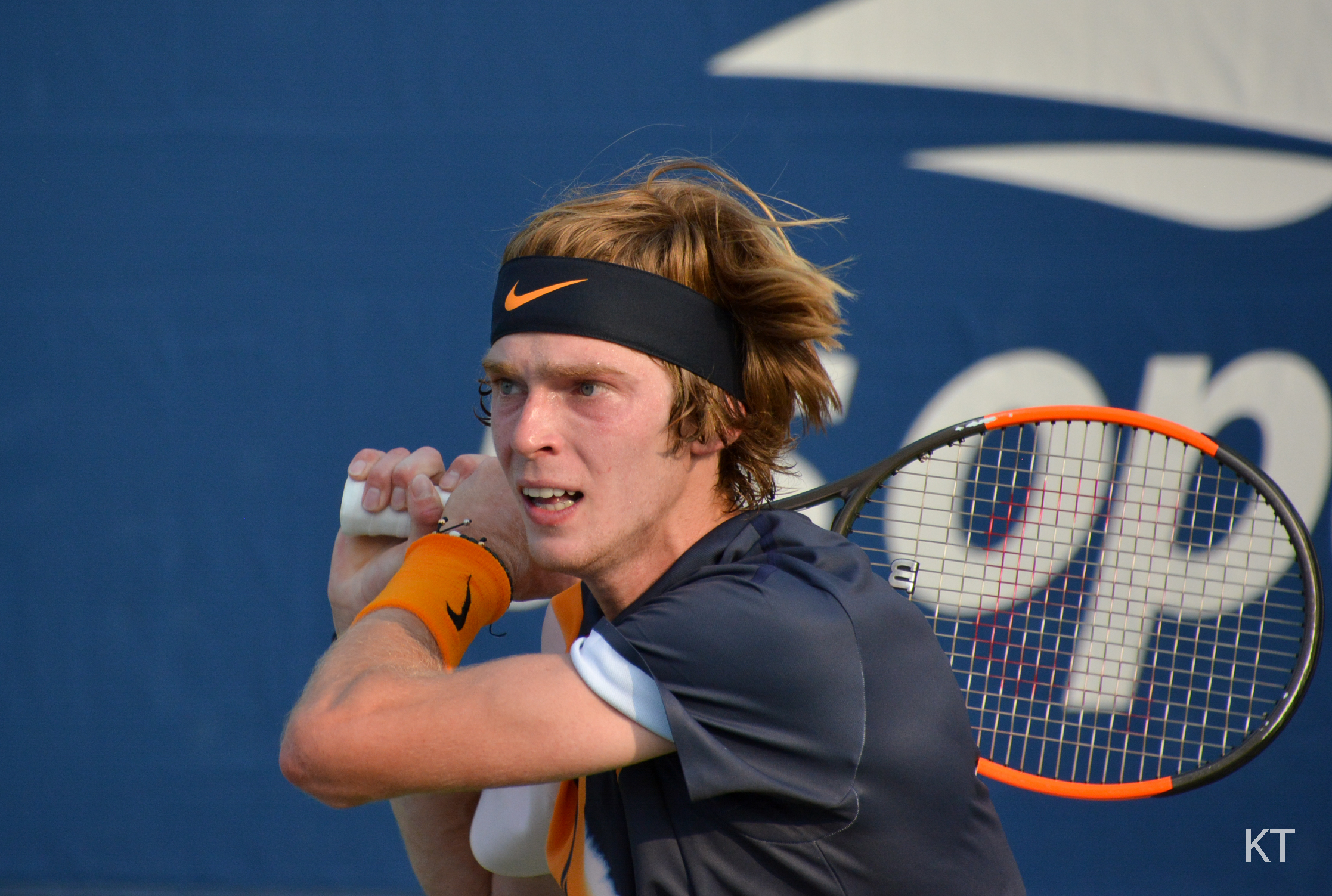
Andriej Rublow (2018)

Rublow na początku roku wystartował jako kwalifikant w Australian Open, jednak już w drugiej rundzie musiał uznać wyższość Andy’ego Murraya. Po turnieju w Australii wziął udział w kilku zawodach Challengera. Na kortach trawiastych zaczął radzić sobie coraz lepiej, odnosząc pewne sukcesy. Dotarł do ćwierćfinału Gerry Weber Open jako uczestnik z dziką kartą, przegrywając ze swoim rodakiem Karenem Chaczanowem. W wielkoszlemowym Wimbledonie dotarł do drugiej rundy, przegrywając z Albertem Ramosem. Na turnieju rangi ATP World Tour 250 w Umag pokonał w ćwierćfinale obrońcę tytułu Fabio Fogniniego. W finale zmierzył się z Paolo Lorenzim – 34. tenisistą rankingu i zdobył swój pierwszy tytuł.
Rosjanin zakwalifikował się bezpośrednio do US Open. Dotarł aż do ćwierćfinału, pokonując po drodze między innymi 9. rakietę świata Grigora Dimitrowa. W ćwierćfinale musiał jednak uznać wyższość późniejszego mistrza Rafaela Nadala. Po tym turnieju został sklasyfikowany po raz w pierwszy w czołowej pięćdziesiątce zawodników – na 49. miejscu na świecie. Na finałach Next Genaration w Mediolanie, które odbyły się po raz pierwszy w historii, Rublow był najwyżej sklasyfikowanym graczem, jednak w finale przegrał z Chung Hyeonem.
Rok 2018 rozpoczął się dla Andrieja bardzo dobrze od finału turnieju Dausze, trzeciej rundy Australian Open oraz ćwierćfinału w Montpellier i Rotterdamie. Z powodu kontuzji pleców, której doznał na Monte Carlo Masters, gdzie przegrał w trzeciej rundzie z Dominicem Thiemem musiał zrobić przerwę na około trzy miesiące i przegrał zarówno we French Open, jak i w Wimbledonie. W dalszej części sezonu po powrocie do aktywnej gry przegrał z Jérémym Chardym w pierwszej rundzie US Open. Na listopadowych finałach Next Genaration został pokonany w półfinale przez ostatecznego zwycięzcę turnieju Stefanosa Tsitsipasa, ale udało mu się wygrać mecz o trzecie miejsce.

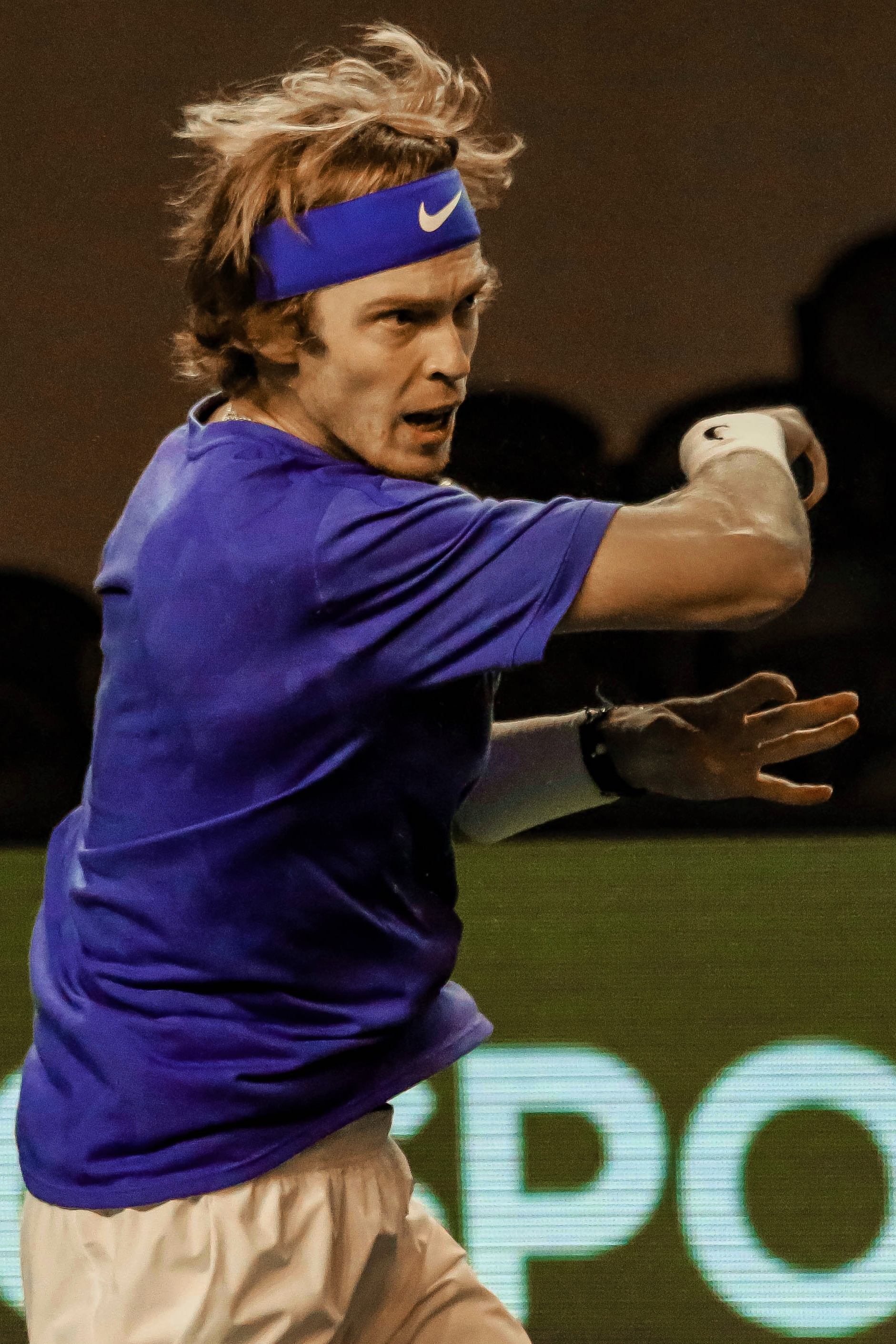
Andriej Rublow (2019)

Rok 2019 Rosjanin zakończył z jednym singlowym tytułem wywalczonym w drugiej połowie października w Moskwie, pokonując w ostatnim meczu w dwóch setach Adriana Mannarino. W lipcu Rublow został finalistą zawodów ATP Tour 500 w Hamburgu, ponosząc porażkę z Nikolozem Basilaszwilim. Na początku listopada osiągnął finał debla w Paryżu partnerując Karenowi Chaczanowowi.
W zawodach Wielkiego Szlema najdalej awansował do 4. rundy US Open, rozpoczynając rywalizację od zwycięstwa ze Stefanosem Tsitsipasem (nr 8. ATP). Następnie wyeliminował Gillesa Simona i Nicka Kyrgiosa, natomiast odpadł w trzech setach z Matteo Berrettinim.
Startując w turniejach ATP Tour Masters 1000 najlepszy wynik uzyskał w Cincinnati, przechodząc najpierw przez eliminacje. W 3. rundzie wyeliminował Rogera Federera (nr 3. ATP), by w kolejnym meczu przegrać z Daniiłem Miedwiediewem.
Przez uraz nadgarstka nie zagrał we French Open. Powrócił pod koniec czerwca na turniej w Eastbourne, przegrywając w 2. rundzie eliminacji. Na US Open nierozstawiony Rublow pokonał 8. zawodnika w rankingu Stefanosa Tsitsipasa w pierwszej rundzie. Po raz drugi w karierze awansował do 1/8 finału turnieju wielkoszlemowego i tam przegrał z Matteo Berrettinim. W swoje 22. urodziny zdobył swój drugi tytuł ATP na Kremlu, pokonując w finale Adriana Mannarino.
Sezon Rublow zakończył na 23. miejscu w klasyfikacji ATP i bilansem 38 zwycięstw i 19 porażek.

### 2020: Pięć tytułów oraz debiut w ATP Finals
Na początku 2020 roku Rublow nie zakwalifikował się do gry w Pucharze ATP, ponieważ był dopiero trzecim najlepszym Rosjaninem w światowych rankingach. Zamiast tego zagrał w równoległych turniejach ATP Tour 250, z których dwa udało mu się wygrać. Po raz pierwszy znalazł się także w pierwszej dwudziestce tenisistów na świecie. Na Australian Open dotarł do czwartej rundy, gdzie w trzech setach został pokonany przez Alexandra Zvereva. Dotarł także do ćwierćfinału turniejów w Rotterdamie i Dubaju w lutym.
Po przerwie sezonu spowodowanej pandemią COVID-19, Rublow spotkał się w drugiej rundzie US Open ponownie z Matteo Berrettinim. Ostatecznie podobnie jak trzy lata wcześniej – po raz drugi dotarł do ćwierćfinału turnieju, przegrywając ze swoim rodakiem Daniiłem Miedwiediewem. Począwszy od turnieju ATP Tour 500 w Hamburgu, Rosjanin miał zwycięską passę 20 wygranych meczów, na 21 rozegranych. Zwycięstwo w Hamburgu było jego pierwszym tytułem ATP 500 i trzecim tytułem w sezonie. Na przełożonym na jesień French Open dotarł do ćwierćfinału, gdzie ponownie spotkał się z Tsitsipasem zaledwie dwa tygodnie po finale w Hamburgu. Tym razem to Grek okazał się zwycięzcą, ale Andriej po raz pierwszy w karierze znalazł się w pierwszej dziesiątce światowego rankingu. Następnie zdobył swój czwarty tytuł w roku na turnieju Petersburgu, pokonując w równych setach siódmego zawodnika w rankingu Bornę Ćorić. Tym samym osiągnął status 8. zawodnika świata. Rublow zdobył swój trzeci z rzędu tytuł ATP 500 i piąty tytuł w sezonie dwa tygodnie później w Wiedniu, gdzie pokonał Lorenzo Sonego w finale. W trakcie całego turnieju nie przegrał ani jednego seta. W połowie listopada znalazł się w gronie najlepszych tenisistów, występując w turnieju finałowym sezonu – ATP Finals, wygrywając jeden mecz przeciwko Dominicowi Thiemowi.
Andriej Rublow wygrał pięć turniejów 2020 roku, wyprzedzając światowego lidera Novaka Đokovicia (cztery tytuły).

### 2021: Mistrzostwo olimpijskie
Na początku sezonu Rublow wygrał Puchar ATP z drużyną Rosji, pokonując w finale Włochów. W turnieju wygrał wszystkie swoje cztery indywidualne mecze. W Australian Open dotarł do ćwierćfinału bez straty seta, ale ostatecznie przegrał w trzech setach z Daniiłem Miedwiediewem. W rozgrywkach w Rotterdamie pokonał Mártona Fucsovicsa – wygrywając czwarty z rzędu turniej ATP 500. Ustanowił nowy rekord w tej kategorii turniejowej. W następnym tygodniu wraz z Asłanem Karacewem wygrał turniej debla na turnieju w Katarze.
Na pierwszym w tym roku turnieju Masters w Miami Rosjanin wszedł do półfinału nie przegrywając seta, gdzie został pokonany przez ostatecznego zwycięzcę Huberta Hurkacza w dwóch setach. Na turnieju w Monte Carlo po raz pierwszy dotarł do finału tej kategorii, jednak przegrał w dwóch setach ze Stefanosem Tsitsipasem. Wcześniej pokonał między innymi po raz pierwszy w karierze Rafaela Nadala. Po dwóch ćwierćfinałach w Barcelonie i Rzymie Andriej odpadł z French Open już w pierwszej rundzie, a także odpadł w czwartej rundzie Wimbledonu.
Na igrzyskach olimpijskich w Tokio pod koniec lipca Rublow odpadł w grze pojedynczej i podwójnej w pierwszej rundzie. W grze mieszanej został mistrzem olimpijskim ze swoją partnerką Anastasiją Pawluczenkową. Wygrali wszystkie cztery mecze, w finale pokonując parę Jelena Wiesnina/Asłan Karacew.
Niedługo po turnieju olimpijskim dotarł do finału turnieju z kategorii Masters w Cincinnati, przegrywając po równym meczu z Alexandrem Zverevem. W US Open był rozstawiony z numerem 5. i dotarł do trzeciej rundy, przegrywając z Frances Tiafoe. 13 września osiągnął swój najwyższy wynik w rankingu ATP singlistów – 5. miejsce. Końcem września zadebiutował w Pucharze Lavera, zostając powołanym do drużyny europejskiej przez Björna Borga. Rozegrał jeden mecz indywidualny oraz dwa deblowe, z których wszystkie trzy okazały się zwycięskie. W połowie listopada ponownie wystąpił w turnieju ATP Finals rozgrywanym w Turynie. Niedługo później z reprezentacją Rosji wygrał Puchar Davisa oraz został uznany za najbardziej wartościowego gracza turnieju.

### Historia występów wielkoszlemowych w grze pojedynczej
Legenda
     W, wygrany turniej
     F, przegrana w finale
     SF, przegrana w półfinale
     QF, przegrana w ćwierćfinale
     xR, przegrana w x rundzie
     Qx, przegrana w x rundzie kwalifikacji
     A, brak startu
     NH, turniej nie odbył się
| Turniej         | 2014 | 2015 | 2016 | 2017 | 2018 | 2019 | 2020 | 2021 | 2022 | 2023 | 2024 | 2025 | Tytuły | Z–P     |
| --------------- | ---- | ---- | ---- | ---- | ---- | ---- | ---- | ---- | ---- | ---- | ---- | ---- | ------ | ------- |
| Australian Open | A    | A    | A    | 2R   | 3R   | 1R   | 4R   | QF   | 3R   | QF   | QF   | 1R   | 0 / 9  | 20 – 9  |
| French Open     | A    | A    | Q2   | 1R   | A    | A    | QF   | 1R   | QF   | 3R   | 3R   | 4R   | 0 / 6  | 12 – 6  |
| Wimbledon       | A    | Q2   | Q2   | 2R   | A    | 2R   | NH   | 4R   | A    | QF   | 1R   | 4R   | 0 / 5  | 9 – 5   |
| US Open         | A    | 1R   | Q1   | QF   | 1R   | 4R   | QF   | 3R   | QF   | QF   | 4R   |      | 0 / 9  | 24 – 9  |
|                 |      |      |      |      |      |      |      |      |      |      |      |      |        |         |
| Bilans spotkań  | 0–0  | 0–1  | 0–0  | 6–4  | 2–2  | 4–3  | 11–3 | 9–4  | 10–3 | 14–4 | 9–4  | 0–1  | 0 / 29 | 65 – 29 |

### Finały w turniejach ATP Tour
| Legenda                                      |
| -------------------------------------------- |
| Wielki Szlem                                 |
| Igrzyska olimpijskie                         |
| Tennis Masters Cup / ATP Finals              |
| ATP Masters Series / ATP Tour Masters 1000   |
| ATP International Series Gold / ATP Tour 500 |
| ATP International Series / ATP Tour 250      |

#### Gra pojedyncza (17–10)
| Końcowy wynik | Nr  | Data                 | Turniej     | Nawierzchnia  | Przeciwnik            | Wynik finału     |
| ------------- | --- | -------------------- | ----------- | ------------- | --------------------- | ---------------- |
| Zwycięzca     | 1.  | 23 lipca 2017        | Umag        | Ceglana       | Paolo Lorenzi         | 6:4, 6:2         |
| Finalista     | 1.  | 6 stycznia 2018      | Doha        | Twarda        | Gaël Monfils          | 2:6, 3:6         |
| Finalista     | 2.  | 28 lipca 2019        | Hamburg     | Ceglana       | Nikoloz Basilaszwili  | 5:7, 6:4, 3:6    |
| Zwycięzca     | 2.  | 20 października 2019 | Moskwa      | Twarda (hala) | Adrian Mannarino      | 6:4, 6:0         |
| Zwycięzca     | 3.  | 11 stycznia 2020     | Doha        | Twarda        | Corentin Moutet       | 6:2, 7:6(3)      |
| Zwycięzca     | 4.  | 18 stycznia 2020     | Adelaide    | Twarda        | Lloyd Harris          | 6:3, 6:0         |
| Zwycięzca     | 5.  | 27 września 2020     | Hamburg     | Ceglana       | Stefanos Tsitsipas    | 6:4, 3:6, 7:5    |
| Zwycięzca     | 6.  | 18 października 2020 | Petersburg  | Twarda (hala) | Borna Ćorić           | 7:6(5), 6:4      |
| Zwycięzca     | 7.  | 1 listopada 2020     | Wiedeń      | Twarda (hala) | Lorenzo Sonego        | 6:4, 6:4         |
| Zwycięzca     | 8.  | 7 marca 2021         | Rotterdam   | Twarda (hala) | Márton Fucsovics      | 7:6(4), 6:4      |
| Finalista     | 3.  | 18 kwietnia 2021     | Monte Carlo | Ceglana       | Stefanos Tsitsipas    | 3:6, 3:6         |
| Finalista     | 4.  | 20 czerwca 2021      | Halle       | Trawiasta     | Ugo Humbert           | 3:6, 6:7(4)      |
| Finalista     | 5.  | 22 sierpnia 2021     | Cincinnati  | Twarda        | Alexander Zverev      | 2:6, 3:6         |
| Zwycięzca     | 9.  | 20 lutego 2022       | Marsylia    | Twarda (hala) | Félix Auger-Aliassime | 7:5, 7:6(4)      |
| Zwycięzca     | 10. | 26 lutego 2022       | Dubaj       | Twarda        | Jiří Veselý           | 6:3, 6:4         |
| Zwycięzca     | 11. | 24 kwietnia 2022     | Belgrad     | Ceglana       | Novak Đoković         | 6:2, 6:7(4), 6:0 |
| Zwycięzca     | 12. | 16 października 2022 | Gijón       | Twarda (hala) | Sebastian Korda       | 6:2, 6:3         |
| Finalista     | 6.  | 4 marca 2023         | Dubaj       | Twarda        | Daniił Miedwiediew    | 2:6, 2:6         |
| Zwycięzca     | 13. | 16 kwietnia 2023     | Monte Carlo | Ceglana       | Holger Rune           | 5:7, 6:2, 7:5    |
| Finalista     | 7.  | 23 kwietnia 2023     | Banja Luka  | Ceglana       | Dušan Lajović         | 3:6, 6:4, 4:6    |
| Finalista     | 8.  | 25 czerwca 2023      | Halle       | Trawiasta     | Aleksandr Bublik      | 3:6, 6:3, 3:6    |
| Zwycięzca     | 14. | 23 lipca 2023        | Båstad      | Ceglana       | Casper Ruud           | 7:6(3), 6:0      |
| Finalista     | 9.  | 15 października 2023 | Szanghaj    | Twarda (hala) | Hubert Hurkacz        | 3:6, 6:3, 6:7(8) |
| Zwycięzca     | 15. | 7 stycznia 2024      | Hongkong    | Twarda        | Emil Ruusuvuori       | 6:4, 6:4         |
| Zwycięzca     | 16. | 5 maja 2024          | Madryt      | Ceglana       | Félix Auger-Aliassime | 4:6, 7:5, 7:5    |
| Finalista     | 10. | 12 sierpnia 2024     | Montreal    | Twarda        | Alexei Popyrin        | 2:6, 4:6         |
| Zwycięzca     | 17. | 22 lutego 2025       | Doha        | Twarda        | Jack Draper           | 7:5, 5:7, 6:1    |

#### Gra podwójna (4–4)
| Końcowy wynik | Nr | Data                 | Turniej      | Nawierzchnia  | Partner          | Przeciwnicy                         | Wynik finału      |
| ------------- | -- | -------------------- | ------------ | ------------- | ---------------- | ----------------------------------- | ----------------- |
| Zwycięzca     | 1. | 25 października 2015 | Moskwa       | Twarda (hala) | Dmitrij Tursunow | Radu Albot František Čermák         | 2:6, 6:1, 10–6    |
| Finalista     | 1. | 31 marca 2018        | Miami        | Twarda        | Karen Chaczanow  | Bob Bryan Mike Bryan                | 6:4, 6:7(5), 4–10 |
| Finalista     | 2. | 3 listopada 2019     | Paryż        | Twarda (hala) | Karen Chaczanow  | Pierre-Hugues Herbert Nicolas Mahut | 4:6, 1:6          |
| Zwycięzca     | 2. | 12 marca 2021        | Doha         | Twarda        | Asłan Karacew    | Marcus Daniell Philipp Oswald       | 7:5, 6:4          |
| Finalista     | 3. | 16 października 2021 | Indian Wells | Twarda        | Asłan Karacew    | John Peers Filip Polášek            | 3:6, 6:7(5)       |
| Zwycięzca     | 3. | 20 lutego 2022       | Marsylia     | Twarda (hala) | Denys Mołczanow  | Raven Klaasen Ben McLachlan         | 4:6, 7:5, 10–7    |
| Zwycięzca     | 4. | 6 maja 2023          | Madryt       | Ceglana       | Karen Chaczanow  | Rohan Bopanna Matthew Ebden         | 6:3, 3:6, 10–3    |
| Finalista     | 4. | 5 stycznia 2025      | Hong Kong    | Twarda        | Karen Chaczanow  | Sander Arends Luke Johnson          | 5:7, 6:4, 7–10    |

#### Gra mieszana (1–0)
| Końcowy wynik | Nr | Data            | Turniej | Nawierzchnia | Partnerka                | Przeciwnicy                   | Wynik finału       |
| ------------- | -- | --------------- | ------- | ------------ | ------------------------ | ----------------------------- | ------------------ |
| Zwycięzca     | 1. | 1 sierpnia 2021 | Tokio   | Twarda       | Anastasija Pawluczenkowa | Jelena Wiesnina Asłan Karacew | 6:3, 6:7(5), 13–11 |